# Platytomus pumilio
Platytomus pumilio är en skalbaggsart som beskrevs av Vladimir Balthasar 1966. Platytomus pumilio ingår i släktet Platytomus och familjen Aphodiidae. Inga underarter finns listade i Catalogue of Life.